# 五十猛のグロ
五十猛のグロ（いそたけのグロ、いそだけのグロ）は、島根県大田市五十猛町の大浦地区（地図 - Google マップ）に伝承される、左義長（どんど焼き）と同趣旨の小正月の行事。西日本地域でも特色ある行事として注目され、国の重要無形民俗文化財に指定されている（2005年〈平成17年〉2月21日指定）。
笹などで作られる仮小屋をグロといい、行事の呼称ともなっている。
グロの作成は「センボクサン」と呼ばれる高さ約20メートルの2本の青竹を束ねた柱を立てることから始められる。センボクサンには2か所に十字状の桁が組まれ、紙垂や吹き流しで飾られる。次にセンボクサンの周りに杭を打ち、壁面ともなる笹竹を放射状に組んで屋根の骨組みを作り、茣蓙で屋根を葺き完成となる。完成したグロは直径6メートル、高さ2メートルあまりとなる。
室内のセンボクサンにホンダワラを取り付け、歳徳神（当地ではトシトコサンと呼ばれる）へのお供えとする。室内に設けられた囲炉裏の煙を浴び、そこで焼いたものを食べ、今年1年間の無病息災や豊漁を祈願する。また、鏡餅を搗く作業で生じた鍋・釜の煤を顔につける事でも同様の御利益があるという。
五十猛のグロは漁業者など約40人が集まり準備をする。また、1月11日の早朝から始められ、15日までの5日間にわたって行われる。最終日には、グロを分解して正月飾りとともに焼き払うが、センボクサンは船材として焼かずに売却される。
元々、島根県中部の沿岸部に伝承されてきたが、現在は大浦地区のみの開催。
この行事には、神をお迎えし、お送りするという一連の儀礼や禁忌などの民俗的要素がある。
新型コロナウイルスの影響により、2022年は開催中止。
・参加費：無料

## 交通アクセス
- JR大田市駅からバス10分、大浦西口下車徒歩10分[3]